# Ogilvie (Minnesota)
Ogilvie ist eine Kleinstadt (mit dem Status „City“) im Kanabec County im US-amerikanischen Bundesstaat Minnesota. Das U.S. Census Bureau hat bei der Volkszählung 2020 eine Einwohnerzahl von 388 ermittelt.

## Geografie
Ogilvie liegt im Osten Minnesotas auf 45°49′56″ nördlicher Breite und 93°25′35″ westlicher Länge. Der Ort erstreckt sich über 2,41 km².
Benachbarte Orte von Ogilvie sind Mora (13,8 km nordöstlich) und Bock (11,8 km südwestlich).
Die nächstgelegenen größeren Städte sind Minneapolis (109 km südlich), Minnesotas Hauptstadt Saint Paul (124 km südsüdöstlich), Duluth am Oberen See (165 km nordöstlich) und Eau Claire in Wisconsin (244 km südöstlich).

## Verkehr
In Ogilvie treffen Minnesota State Routes 23 und 47 zusammen und führen gemeinsam als Hauptstraße durch den Ort. Alle weiteren Straßen sind untergeordnete Landstraßen und teils unbefestigte Fahrwege sowie innerörtliche Verbindungsstraßen.
Der nächste Flughafen ist der Minneapolis-Saint Paul International Airport (127 km südlich).

## Demografische Daten
Nach der Volkszählung im Jahr 2010 lebten in Ogilvie 369 Menschen in 160 Haushalten. Die Bevölkerungsdichte betrug 153,1 Einwohner pro Quadratkilometer. In den 160 Haushalten lebten statistisch je 2,31 Personen.
Ethnisch betrachtet setzte sich die Bevölkerung zusammen aus 98,9 Prozent Weißen sowie 0,3 Prozent (eine Person) amerikanischen Ureinwohnern; 0,8 Prozent stammten von zwei oder mehr Ethnien ab. Unabhängig von der ethnischen Zugehörigkeit waren 0,3 Prozent (eine Person) der Bevölkerung spanischer oder lateinamerikanischer Abstammung.
24,4 Prozent der Bevölkerung waren unter 18 Jahre alt, 56,9 Prozent waren zwischen 18 und 64 und 18,7 Prozent waren 65 Jahre oder älter. 50,4 Prozent der Bevölkerung war weiblich.

Das mittlere jährliche Einkommen eines Haushalts lag bei 25.417 USD. Das Pro-Kopf-Einkommen betrug 17.987 USD. 40,4 Prozent der Einwohner lebten unterhalb der Armutsgrenze.